# Denkmalpflegerischer Werteplan
Der Denkmalpflegerische Werteplan dient in Baden-Württemberg zur Sicherstellung eines ganzheitlichen Denkmalschutzes von Gesamtanlagen gemäß § 19 des Denkmalschutzgesetzes.

## Beschreibung
In einem Denkmalpflegerischen Werteplan werden nicht nur die einzelnen Kulturdenkmale, sondern auch erhaltenswerte Gebäude, Straßenzüge, Plätze und Grünflächen berücksichtigt, welche die jeweilige Gesamtanlage prägen. Die Wertepläne sollen Transparenz und Planungssicherheit in Bezug auf den Kulturgüterschutz schaffen.
Die Erstellung der Wertepläne erfolgt durch die Abteilung Denkmalschutz des zuständigen Regierungspräsidiums als höherer Denkmalbehörde. In ihnen werden die schützenswerten Objekte in denkmalgeschützten Bereichen von Gesamtanlagen auf ihre Denkmaleigenschaft und ihren denkmalpflegerischen Wert hin untersucht. Die Objekte, denen auf Grund der Untersuchung ein denkmalpflegerischer Wert beigemessen wird, sind in einem denkmalpflegerischen Werteplan beschrieben. Das Landesamt für Denkmalpflege hat inzwischen (Stand 2019) für über 50 dieser Gesamtanlagen Denkmalpflegerische Wertepläne erstellt.